# 카라의 음반 외 활동 목록

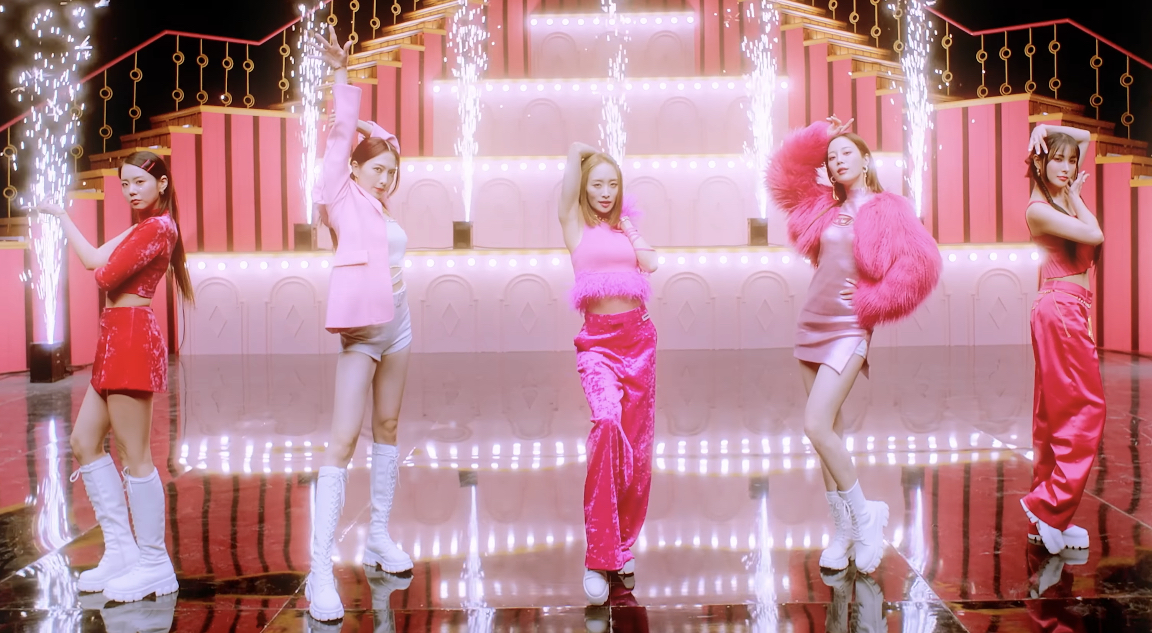
카라

다음은 카라의 음반 외 활동 목록이다.

## 공연

### 단독 콘서트
| 날짜                      | 도시     | 국가     | 장소                           |
| ------------------------- | -------- | -------- | ------------------------------ |
| 첫번째 일본 & 아시아 투어 |          |          |                                |
| 2012년 2월 18일           | 서울     | 대한민국 | 올림픽체조경기장               |
| 2012년 2월 19일           | 서울     | 대한민국 | 올림픽체조경기장               |
| 2012년 4월 14일           | 요코하마 | 일본     | 요코하마 아레나                |
| 2012년 4월 15일           | 요코하마 | 일본     | 요코하마 아레나                |
| 2012년 4월 18일           | 나고야   | 일본     | 나고야 가이시 홀               |
| 2012년 4월 19일           | 나고야   | 일본     | 나고야 가이시 홀               |
| 2012년 4월 27일           | 오사카   | 일본     | 오사카 성 홀                   |
| 2012년 4월 28일           | 오사카   | 일본     | 오사카 성 홀                   |
| 2012년 4월 30일           | 후쿠오카 | 일본     | 마린멧세 컨벤션센터            |
| 2012년 5월 1일            | 후쿠오카 | 일본     | 마린멧세 컨벤션센터            |
| 2012년 5월 16일           | 도쿄     | 일본     | 국립 요요기 경기장 제일체육관  |
| 2012년 5월 17일           | 도쿄     | 일본     | 국립 요요기 경기장 제일체육관  |
| 2012년 5월 26일           | 사이타마 | 일본     | 사이타마 슈퍼 아레나           |
| 2012년 5월 27일           | 사이타마 | 일본     | 사이타마 슈퍼 아레나           |
| 2013년 1월 6일            | 도쿄     | 일본     | 도쿄 돔                        |
| 두번째 일본 투어          |          |          |                                |
| 2013년 10월 8일           | 요코하마 | 일본     | 요코하마 아레나                |
| 2013년 10월 9일           | 요코하마 | 일본     | 요코하마 아레나                |
| 2013년 10월 16일          | 후쿠오카 | 일본     | 마린멧세 컨벤션센터            |
| 2013년 10월 17일          | 후쿠오카 | 일본     | 마린멧세 컨벤션센터            |
| 2013년 10월 23일          | 오사카   | 일본     | 오사카 성 홀                   |
| 2013년 10월 24일          | 오사카   | 일본     | 오사카 성 홀                   |
| 2013년 10월 29일          | 나고야   | 일본     | 나고야 가이시 홀               |
| 2013년 10월 30일          | 나고야   | 일본     | 나고야 가이시 홀               |
| 2013년 11월 9일           | 후쿠이   | 일본     | 산 돔 후쿠이                   |
| 2013년 11월 10일          | 후쿠이   | 일본     | 산 돔 후쿠이                   |
| 2013년 11월 19일          | 사이타마 | 일본     | 사이타마 슈퍼 아레나           |
| 2013년 11월 20일          | 사이타마 | 일본     | 사이타마 슈퍼 아레나           |
| 2013년 11월 23일          | 고베     | 일본     | 월드 메모리얼 홀               |
| 2013년 11월 24일          | 고베     | 일본     | 월드 메모리얼 홀               |
| 세번째 일본 투어          |          |          |                                |
| 2014년 10월 24일          | 후쿠오카 | 일본     | 후쿠오카 선팰리스              |
| 2014년 10월 25일          | 후쿠오카 | 일본     | 후쿠오카 선팰리스              |
| 2014년 10월 27일          | 나고야   | 일본     | 나고야 국제 회의장             |
| 2014년 11월 3일           | 오카야마 | 일본     | 오카야마 시민회관              |
| 2014년 11월 5일           | 이시카와 | 일본     | 호쿠리쿠 전력회관 혼다의 숲 홀 |
| 2014년 11월 6일           | 니가타   | 일본     | 니가타 현민회관                |
| 2014년 11월 14일          | 오사카   | 일본     | 오사카시 중앙 체육관           |
| 2014년 11월 15일          | 오사카   | 일본     | 오사카시 중앙 체육관           |
| 2014년 11월 18일          | 요코하마 | 일본     | 요코하마 아레나                |
| 2014년 11월 19일          | 요코하마 | 일본     | 요코하마 아레나                |
| 네번째 일본 투어          |          |          |                                |
| 2015년 9월 1일            | 오사카   | 일본     | Zepp 남바 오사카               |
| 2015년 9월 2일            | 오사카   | 일본     | Zepp 남바 오사카               |
| 2015년 9월 3일            | 오사카   | 일본     | Zepp 남바 오사카               |
| 2015년 9월 4일            | 나고야   | 일본     | 나고야 국제 회의장 센추리 홀   |
| 2015년 9월 8일            | 카나자와 | 일본     | 카나자와 혼다의 숲 홀          |
| 2015년 9월 10일           | 히로시마 | 일본     | 히로시마 우에노학원 홀         |
| 2015년 9월 12일           | 오카야마 | 일본     | 오카야마 시민 회관             |
| 2015년 9월 21일           | 후쿠오카 | 일본     | Zepp 후쿠오카                  |
| 2015년 9월 22일           | 후쿠오카 | 일본     | Zepp 후쿠오카                  |
| 2015년 9월 24일           | 요코하마 | 일본     | 파시 피코 요코하마 국립대 홀   |
| 2015년 9월 25일           | 요코하마 | 일본     | 파시 피코 요코하마 국립대 홀   |
| 2015년 9월 28일           | 요코하마 | 일본     | 파시 피코 요코하마 국립대 홀   |
| 2015년 9월 29일           | 요코하마 | 일본     | 파시 피코 요코하마 국립대 홀   |

### 합동공연
| 날짜                            | 도시 | 국가     | 장소           |
| ------------------------------- | ---- | -------- | -------------- |
| DSP 페스티벌                    |      |          |                |
| 2013년 12월 14일                | 서울 | 대한민국 | 잠실실내체육관 |
| Kara&Boyfriend 2015 上海 演唱会 |      |          |                |
| 2015년 6월 29일                 | 상해 | 중국     | 상해 대무대    |

## 팬 미팅, 쇼케이스 및 팬 사인회
| 날짜                       | 도시       | 국가     | 장소                            |
| -------------------------- | ---------- | -------- | ------------------------------- |
| 팬미팅                     |            |          |                                 |
| 2007년 10월 13일           | 서울       | 대한민국 | 강동구 선사초등학교             |
| 2008년 10월 5일            | 서울       | 대한민국 | 구암공원                        |
| 2009년 2월 22일            | 서울       | 대한민국 | 광운대                          |
| 2009년 8월 9일             | 서울       | 대한민국 | 구암공원                        |
| 2009년 9월 27일            | 서울       | 대한민국 | 상명대 계당홀                   |
| 2010년 4월 10일            | 서울       | 대한민국 | DOM아트 홀                      |
| 2011년 6월 11일            | 서울       | 대한민국 | 잠실실내체육관                  |
| 2011년 8월 15일            | 요코하마   | 일본     | 요코하마 아레나                 |
| 2012년 3월 31일            | 타이베이시 | 대만     | 타이페이 쇼 홀2                 |
| 2012년 6월 10일            | 서울       | 대한민국 | NH 아트홀                       |
| 2013년 6월 15일            | 서울       | 대한민국 | 상명대 상명아트센터 계당홀      |
| 2013년 6월 23일 12시, 16시 | 요코하마   | 일본     | 요코하마 아레나                 |
| 2014년 5월 24일            | 서울       | 대한민국 | 블루스퀘어 삼성카드홀           |
| 2014년 6월 1일 15시, 19시  | 도쿄       | 일본     | 일본무도관                      |
| 2015년 2월 14일 13시, 19시 | 도쿄       | 일본     | 그랜드 프린스 호텔 신 다카나와  |
| 2015년 5월 2일 14시, 18시  | 도쿄       | 일본     | 도쿄 체육관                     |
| 팬사인회                   |            |          |                                 |
| 2008년 8월 10일            | 서울       | 대한민국 | 잠실 핫트랙스                   |
| 2008년 12월 27일           | 서울       | 대한민국 | 강남 핫트랙스                   |
| 2009년 12월 28일           | 대전       | 대한민국 | 신나라 레코드                   |
| 2009년 3월 21일            | 구리       | 대한민국 | GS스퀘어                        |
| 2010년 2월 28일            | 서울       | 대한민국 | 보라매 청소년 수련관            |
| 2010년 3월 14일            | 대전       | 대한민국 | 대전 중구 문화원                |
| 2010년 3월 27일            | 부산       | 대한민국 | 핫트랙스                        |
| 2010년 5월 28일            | 서울       | 대한민국 | 크라운베이커리 안국점           |
| 2010년 10월 17일           | 서울       | 대한민국 | 롯데 백화점 청량리점 ASK        |
| 2010년 11월 27일           | 서울       | 대한민국 | 현대 백화점 킨텍스점 ASK        |
| 2011년 1월 13일            | 서울       | 대한민국 | 잠실 트레비분수 광장 ASK        |
| 2011년 5월 12일            | 서울       | 대한민국 | 이마트 성수점 미샤              |
| 2011년 9월 16일            | 서울       | 대한민국 | 영등포 핫트랙스                 |
| 2011년 9월 17일            | 일산       | 대한민국 | 신나라                          |
| 2011년 11월 28일           | 부천       | 대한민국 | 망고식스(니콜)                  |
| 2012년 5월 4일             | 서울       | 대한민국 | 잠실 롯데월드 "KAPPA" (니콜)    |
| 2012년 5월 4일             | 원주       | 대한민국 | UNIONBAY (한승연, 강지영)       |
| 2012년 7월 9일             | Woodlands  | 싱가포르 | Causeway Point                  |
| 2012년 9월 5일             | 서울       | 대한민국 | 용산 아이파크몰                 |
| 2012년 11월 23일           | 서울       | 대한민국 | 시화 "UNIONBAY"(한승연, 강지영) |
| 2013년 9월 13일            | 부산       | 대한민국 | 대우 백화점 야외 광장           |
| 2013년 9월 13일            | 대구       | 대한민국 | 삼성 금융 프라자 1층 야외 광장  |
| 2013년 9월 15일            | 서울       | 대한민국 | 메세나폴리스 B1 야외분수광장    |
| 2014년 8월 30일            | 서울       | 대한민국 | IFC몰 지하3층 노스아트리움      |
| 쇼케이스                   |            |          |                                 |
| 2012년 7월 10일            | Sentosa    | 싱가포르 | Festive Grand Theatre K5J향수   |
| 2012년 8월 22일            | 서울       | 대한민국 | 워커힐호텔                      |
| 2013년 9월 2일             | 서울       | 대한민국 | 악스홀                          |
| 2014년 8월 18일            | 서울       | 대한민국 | 상암 프리즘 타워                |
| 2015년 5월 26일            | 서울       | 대한민국 | 블루스퀘어 삼성카드홀           |

## 서적

### 화보집
- 2012년 '쥬뗌므 카라(KARA In Paris)'

### 뷰티북
- 2011년 'Kara's All About Beauty'

## 텔레비전 방송 프로그램

### 대한민국

#### 예능/드라마
| 방송국     | 방송 정보                                         | 출연           | 기간                                                                   |
| ---------- | ------------------------------------------------- | -------------- | ---------------------------------------------------------------------- |
| MBC        | 《쇼바이벌》                                      | 카라           | - 2007년, 5월 26일 ~ 6월 30일                                          |
| 온게임넷   | 《라이브 워너비》                                 | 카라           | - 2007년, 11월 3일 ~ 12월 15일                                         |
| Mnet       | 《셀프카메라》                                    | 카라           | - 2007년, 8월 8일 ~ 12월 12일                                          |
| MBC 게임   | 《한승연의 MSL Break》                            | 한승연         | - 2007년 10월 17일 ~ 2008년 8월 27일                                   |
| KMTV       | 《소년소녀 가요백서》                             | 한승연         | - 2008년 6월 30일 ~ 2009년 5월 8일                                     |
| MBC EVERY1 | 《가족이 필요해 시즌2》                           | 한승연         | - 2008년, 10월 7일 ~ 12월 30일                                         |
| Mnet       | 《셀프카메라 시즌2》                              | 카라           | - 2008년, 8월 19일 ~ 10월 7일                                          |
| KBS 2TV    | 주주클럽 《카라의 동거동락》                      | 카라           | - 2008년, 9월 21일 ~ 10월 19일                                         |
| Mnet       | 《아주 수상한 캐스팅 시즌2》                      | 구하라         | - 2008년 11월 21일 ~ 2009년 1월 25일                                   |
| MBC        | 섹션TV 연예통신 《인기검색어 Hot 7》              | 한승연         | - 2008년 11월 21일 ~ 2009년 1월 25일                                   |
| KBS 2TV    | 스타 골든벨 《눈높이를 맞춰요 시즌2》             | 정니콜         | - 2008년 12월 20일 ~ 2009년 10월 24일                                  |
| KMTV       | 《J-Pop Wave》                                    | 카라           | - 2009년, 1월 17일 ~ 4월 25일                                          |
| SBS        | 《퀴즈! 육감대결》                                | 한승연         | - 2009년 2월 8일 ~ 2010년 2월 7일                                      |
| MBC EVERY1 | 《아이돌 군단의 떴다! 그녀 시즌4》                | 카라           | - 2009년, 4월 3일 ~ 4월 23일                                           |
| KBS 1TV    | 《가족오락관》                                    | 카라           | - 2009년, 4월 4일                                                      |
| MTV        | 《Meta Friends》                                  | 카라           | - 2009년, 5월 26일 ~ 7월 14일                                          |
| MBC        | 일요일 일요일 밤에 《노다지》                     | 정니콜         | - 2009년, 8월 30일 ~ 10월 25일                                         |
| KBS 2TV    | 《청춘불패》                                      | 구하라         | - 2009년 10월 23일 ~ 2010년 12월 24일                                  |
| KBS 2TV    | 《스타 골든벨》                                   | 박규리         | - 2009년, 10월 24일 ~ 11월 8일                                         |
| MBC        | 일요일 일요일 밤에 《대한민국 스타랭킹》          | 정니콜         | - 2009년, 11월 1일 ~ 11월 8일                                          |
| Mnet       | 《유쾌한 니콜의 수의학개론》                      | 정니콜         | - 2009년 11월 12일 ~ 2010년 1월 28일                                   |
| Mnet       | 《카라 베이커리》                                 | 카라           | - 2009년 11월 25일 ~ 2010년 1월 13일                                   |
| MBC        | 일요일 일요일 밤에 《대한민국 생태구조단 헌터스》 | 구하라         | - 2009년 12월 6일 ~ 2010년 1월 10일                                    |
| SBS        | 《하하몽쇼》                                      | 강지영         | - 2010년, 7월 4일 ~ 9월 12일                                           |
| SBS        | 일요일이 좋다 《영웅호걸》                        | 정니콜         | - 2010년 7월 18일 ~ 2011년 5월 1일                                     |
| MBC EVERY1 | 《아이 러브 펫》                                  | 한승연, 강지영 | - 2010년 7월 26일 ~ 2011년 9월 26일                                    |
| MBC        | 《위대한 탄생》                                   | 카라           | - 2010년, 11월 5일 ~ 12월 3일                                          |
| TvN        | 《카라의 이중생활》                               | 카라           | - 2011년, 1월 28일 ~ 4월 23일                                          |
| SBS        | 《시티헌터》                                      | 구하라         | - 2011년, 5월 25일 ~ 7월 28일                                          |
| SBS        | 《TV 동물농장》                                   | 한승연         | - 2011년 7월 31일 ~ 2013년 12월 29일                                   |
| KBS 2TV    | 《청춘불패 2》                                    | 강지영         | - 2011년 11월 12일 ~2012년 11월 17일                                   |
| SBS        | 《SBS 인기가요》                                  | 구하라, 니콜   | - 2011년 11월 20일 ~2012년 8월 19일                                    |
| MBC        | 우리들의 일밤《뮤직 버라이어티 룰루랄라》         | 박규리         | - 2011년 12월 11일 ~ 2012년 2월 19일                                   |
| MBC        | 《주얼리 하우스》                                 | 박규리         | - 2012년, 6월 21일 ~ 7월 5일                                           |
| MBC        | 《무작정 패밀리》                                 | 박규리         | - 2012년, 6월 17일 ~ 8월 1일                                           |
| 투니버스   | 《레인보우 로즈》                                 | 강지영         | - 2012년, 9월 6일 ~ 10월 11일                                          |
| KBS2       | 《일말의 순정》                                   | 한승연         | - 2013년, 2월 18일 ~ 3월 8일                                           |
| MBC        | 《나는 당신의 대리천사》                          | 구하라         | - 2013년, 3월 11일                                                     |
| SBS        | 《장옥정 사랑에 살다》                            | 한승연         | - 2013년, 4월 8일 ~ 6월 25일                                           |
| MBC 퀸     | 《네일샵 파리스》                                 | 박규리         | - 2013년, 5월 3일 ~ 6월 28일                                           |
| SBS MTV    | 《THE SHOW》                                      | 박규리, 한승연 | - 2013년 10월 8일 ~ 2014년 5월 27일                                    |
| 온스타일   | 《펫토리얼리스트》                                | 구하라         | - 2013년, 12월 7일 ~ 12월 28일                                         |
| SBS        | 《KARA THE ANIMATION》                            | 카라           | - 2013년, 12월 23일 ~ 12월 24일                                        |
| SBS 플러스 | 《여자만화구두》                                  | 한승연         | - 2014년, 2월 24일 ~ 3월 25일                                          |
| MBC        | 《왔다! 장보리》                                  | 한승연         | - 2014년, 4월 5일 ~ 10월 12일                                          |
| SBS        | 《SNS 원정대 일단 띄워》                          | 박규리         | - 2014년, 6월 9일 ~ 6월 23일                                           |
| 드라마큐브 | 《시크릿러브》                                    | 카라           | - 2014년, 6월 13일 ~ 7월 11일                                          |
| SBS        | 《룸메이트 시즌 2》                               | 허영지         | - 2014년, 9월 21일 ~ 2015년, 4월 14일                                  |
| tvN        | 《오늘부터 출근》                                 | 박규리         | - 2014년, 10월 23일 ~ 11월 20일                                        |
| MBC Music  | 《하라 온앤오프》                                 | 구하라         | - 2014년 12월 29일 (파일럿, 전 회차 방영) - 2015년, 1월 5일 ~ 2월 23일 |
| KBS2       | 《어 스타일 포 유》                               | 구하라         | - 2015년, 4월 5일 ~ 6월 21일                                           |
| SBS        | 《창업스타》                                      | 허영지         | - 2015년, 7월 3일 ~ 8월 28일                                           |
| SBS        | 《더 레이서》                                     | 한승연         | - 2015년, 8월 29일 ~ 10월 10일                                         |
| KBS2       | 《시청률의 제왕 시즌 2》                          | 허영지         | - 2015년, 9월 27일 ~ 12월 13일                                         |
| MBC EVERY1 | 《연금술사》                                      | 허영지         | - 2015년, 10월 8일 ~ 10월 22일                                         |
| SBS        | 《주먹쥐고 소림사》                               | 구하라         | - 2015년, 10월 17일 ~2016년, 1월 23일                                  |
| MBC        | 《옆집의CEO들》                                   | 허영지         | - 2015년, 12월 18일 ~2016년, 4월 1일                                   |
| JTBC       | 《한끼줍쇼》                                      | 구하라         | - 2018년, 3월 14일                                                     |
| JTBC       | 《아는형님》                                      | 카라           | - 2022년, 12월 3일                                                     |
| MBC        | 《구해줘! 홈즈》                                  | 박규리, 허영지 | - 2023년, 3월 5일                                                      |

### 일본
| 방송국     | 방송 정보                        | 출연   | 기간                            |
| ---------- | -------------------------------- | ------ | ------------------------------- |
| TV 아사히  | 《Ontama》                       | 카라   | - 2010년, 11월 22일 ~ 11월 26일 |
| TV 도쿄    | 《URAKARA》                      | 카라   | - 2011년, 1월 14일 ~ 4월 1일    |
| TV 도쿄    | 《사랑하는 메종~레인보우 로즈~》 | 강지영 | - 2012년, 4월 13일 ~ 6월 29일   |
| 후지TV TWO | 《Secret Love》                  | 카라   | - 2014년, 9월 17일 ~ 9월 23일   |

## 뮤지컬 및 영화
- 미녀는 괴로워 (뮤지컬) - 박규리 출연
- 마이 웨이 (영화) - 니콜 출연
- 알파 앤 오메가 (영화) - 박규리 더빙
- 에픽:숲 속의 전설 (영화) - 한승연 더빙

## 라디오[3]
| 방송사       | 프로그램명                                          | DJ                      | 기간                                |
| ------------ | --------------------------------------------------- | ----------------------- | ----------------------------------- |
| SBS 파워FM   | 《SS501의 뮤직하이》                                | 박규리, 한승연 (일일DJ) | 2009년, 5월 7일 ~ 5월 13일          |
| SBS 파워FM   | 《SS501의 뮤직하이》                                | 박규리 (일일DJ)         | 2009년, 9월 12일 ~ 9월 14일         |
| MBC FM4U     | 《두시의 데이트 박명수입니다》                      | 박규리 (일일DJ)         | 2009년, 10월 28일 ~ 10월 29일       |
| SBS 파워FM   | 《송은이 신봉선의 동고동락》                        | 박규리, 구하라 (일일DJ) | 2010년 1월 4일                      |
| MBC 표준FM   | 《신동, 김신영의 심심타파》                         | 박규리 (일일DJ)         | 2010년 2월 16일                     |
| MBC 표준FM   | 《신동, 박규리의 심심타파》                         | 박규리                  | 2010년 5월 5일 ~ 2011년 10월 2일    |
| 방송사       | 프로그램명                                          | 고정게스트              | 기간                                |
| KBS Happy FM | 박준형의 FM 인기가요 《올챙이 서바이벌》            | 카라                    | 2007년, 5월 14일 ~ 6월 11일         |
| MBC 표준FM   | 박정아의 별이 빛나는 밤에 《CSI 막무가내 수사대》   | 한승연                  | 2007년, 8월 20일 ~ 10월 8일         |
| KBS Happy FM | 박준형의 FM 인기가요 《돌아온 남과 여》             | 박규리                  | 2007년, 12월 20일 ~ 2008년 2월 28일 |
| KBS Cool FM  | 슈퍼주니어의 키스 더 라디오 《형처럼 살지 마라 2》  | 박규리                  | 2008년 12월 6일 ~ 2009년 2월 21일   |
| KBS Cool FM  | 메이비의 볼륨을 높여요 《당신이 킹왕짱》            | 한승연                  | 2008년 12월 16일 ~ 2009년 4월 21일  |
| MBC 표준FM   | 신동, 김신영의 심심타파 《시식코너》                | 강지영                  | 2009년, 5월 2일 ~ 6월 13일          |
| KBS Cool FM  | 슈퍼주니어의 키스 더 라디오 《라이브 리서치》       | 박규리, 강지영          | 2009년, 9월 14일 ~ 10월 21일        |
| KBS Cool FM  | 슈퍼주니어의 키스 더 라디오 《막무가내 리서치》     | 박규리, 강지영          | 2009년 11월 4일 ~ 2010년 4월 14일   |
| SBS 파워FM   | 송은이, 신봉선의 동고동락 《두 남녀가 미치는 영향》 | 박규리                  | 2009년 9월 25일 ~ 2010년 1월 18일   |
| MBC 표준FM   | 박경림의 별이 빛나는 밤에 《퀴즈열전》              | 박규리                  | 2009년, 10월 22일 ~ 11월 26일       |
| MBC 표준FM   | 박경림의 별이 빛나는 밤에 《1030상담소》            | 박규리                  | 2009년 12월 3일 ~ 2010년 4월 1일    |
| MBC 표준FM   | 신동, 김신영의 심심타파 《사연이 산다 시즌3》       | 구하라, 강지영          | 2009년 11월 2일 ~ 2010년 4월 26일   |

## 광고/화보/모델/홍보대사 활동
| 연도 | 제품명                                                   | 품목               | 비고                                                            |
| ---- | -------------------------------------------------------- | ------------------ | --------------------------------------------------------------- |
| 2006 | 미녀는 석류를 좋아해 (박규리)                            | 음료               | 광고 촬영(TV)                                                   |
| 2007 | 레모나                                                   | 비타민             | 광고 촬영(TV)                                                   |
| 2008 | 테일즈위버                                               | 게임               | 모델 / 홍보영상 촬영(웹)                                        |
| 2009 | 스타 화보 (1st)                                          | 화보               | 화보 촬영                                                       |
| 2009 | U클린                                                    | 홍보대사           | 악플퇴치 운동 (행정안전부) / 2009년 6월 20일                    |
| 2009 | Eccore                                                   | 화장품             | 전속계약 모델 / 화보 촬영                                       |
| 2009 | 아이뮤지션                                               | 모바일 게임        | 전속계약 모델 / 화보 촬영 / 광고 촬영(TV)                       |
| 2009 | 일본 오키나와 화보                                       | 화보               | 화보 촬영                                                       |
| 2009 | 구어조은닭                                               | 치킨               | 전속계약 모델 / 화보 촬영 / 광고 촬영(TV)                       |
| 2009 | 라면볶이/치즈볶이/짜장볶이/스파게티                      | 컵라면             | 광고 촬영(TV)                                                   |
| 2009 | 레스모아                                                 | 멀티 슈즈          | 전속계약 모델 / 화보 촬영 / 광고 촬영(TV)                       |
| 2009 | 리얼레스토랑 사장 도전기, 요리조리1호점                  | 게임               | 캐릭터 / 화보 촬영 / 홍보영상 촬영(웹)                          |
| 2009 | 테일즈런너                                               | 게임               | 캐릭터 / 홍보영상 촬영(웹)                                      |
| 2009 | 스타 화보 (2nd)                                          | 화보               | 화보 촬영                                                       |
| 2009 | 프리스타일                                               | 게임               | 캐릭터 / 화보 촬영 / 홍보영상 촬영(웹)                          |
| 2009 | 크라운베이커리                                           | 기업               | 전속계약 모델 / 화보 촬영                                       |
| 2009 | 드마리스                                                 | 패밀리 레스토랑    | 전속계약 모델 / 광고 촬영(TV)                                   |
| 2009 | 피자에땅                                                 | 피자               | 전속계약 모델 / 화보 촬영 / 광고 촬영(TV) / 음성 광고(라디오)   |
| 2009 | 하이패스                                                 | 전자시스템         | 음성 광고(라디오)                                               |
| 2009 | 두근두근 Tomorrow - 4 Tomorrow (한승연)                  | 기업               | 전속계약 모델 / 화보 촬영 / 뮤직비디오 촬영 / 홍보영상 촬영(웹) |
| 2009 | 괌 화보                                                  | 화보               | 화보 촬영                                                       |
| 2010 | 비락식혜                                                 | 음료               | 음성 광고(라디오)                                               |
| 2010 | 중앙선거관리위원회                                       | 홍보대사           | 지방선거 사이버 홍보대사 / 2010년 5월                           |
| 2010 | 빼빼로                                                   | 과자               | 광고 촬영(TV)                                                   |
| 2010 | 두근두근 Tomorrow                                        | 기업               | 화보 촬영 / 홍보영상 촬영                                       |
| 2010 | 마구마구                                                 | 온라인 게임        | 화보 촬영                                                       |
| 2010 | BB 크림                                                  | 화장품             | 전속계약 모델 (태국)                                            |
| 2010 | 삼성 PAVV 3D                                             | TV                 | 홍보 영상 촬영                                                  |
| 2010 | 미샤 화장품, 어퓨(A'pieu) (구하라)                       | 화장품             | 광고 모델 (웹)                                                  |
| 2010 | 애스크(ask)                                              | 의류               | 광고 촬영                                                       |
| 2010 | 서든어택                                                 | 온라인 게임        | 캐릭터 모델                                                     |
| 2010 | au kddi, CM송 (Jumpin)                                   | 휴대전화           | CM 송 / 광고 촬영 (일본)                                        |
| 2010 | bearpaw                                                  | 의류               | 화보 촬영 / 전속 계약 모델                                      |
| 2010 | 프리스타! -Street Basketball-                            | 게임               | 캐릭터 모델                                                     |
| 2011 | 깜빡이 영어 (정니콜)                                     | 소프트웨어         | 전속 계약 모델                                                  |
| 2011 | TBC (Japanese Aesthetic Salons), CM송 (Jet Coaster Love) | 화장품 및 에스테틱 | 전속 계약 모델 (일본) / CM 송 / 광고 촬영(TV)                   |
| 2011 | Dariya Co., Palty, CM송 (Girl's Be Ambitious)            | 헤어 칼라 브랜드   | 전속 계약 모델 (일본) / CM 송 / 광고 촬영(TV)                   |
| 2011 | 위메이크프라이스 (구하라)                                | 소셜 커머스        | 전속 계약 모델 / 광고 촬영(TV)                                  |
| 2011 | 성신여자대학교 (구하라)                                  | 홍보대사           | 학생홍보대사 / 2011년 5월 18일                                  |
| 2011 | LG전자, 옵티머스 브라이트, CM송 (Go Go Summer)           | 스마트폰           | 광고 모델 / CM 송 / 광고 촬영(TV) / 2011년 6월 17일             |
| 2011 | 2011 K-pop Cover Dance Festival 홍보대사                 | 홍보대사           |                                                                 |
| 2011 | 스와로브스키(Swarovski) (구하라)                         | 쥬얼리             | 광고 모델                                                       |
| 2011 | 망고식스 (정니콜)                                        | 프렌차이즈         | 쿠키식스 출시                                                   |
| 2011 | 네이처리퍼블릭 (박규리, 구하라, 강지영)                  | 화장품             | 광고 모델 / 광고 촬영(TV)                                       |
| 2011 | 대상, 마시는 홍초                                        | 음료               | 광고 모델(일본) / 광고 촬영(TV)                                 |
| 2011 | 퍼즐버블 (구하라)                                        | 게임               | 광고 모델                                                       |
| 2011 | 기아자동차, 프라이드                                     | 자동차             | 광고 모델                                                       |
| 2011 | 패밀리마트, CM송 (치킨송)                                | 편의점             | 광고 모델(일본), CM송 / 광고 촬영(TV)                           |
| 2011 | 스니커즈 (한승연, 구하라)                                | 식품               | 광고 모델 / 광고 촬영(TV)                                       |
| 2011 | 안나수이 (박규리)                                        | 화장품             | 광고 모델 / 광고 촬영(TV)                                       |
| 2012 | UNIONBAY (한승연, 강지영)                                | 의류               | 광고 모델 / 광고 촬영(TV)                                       |
| 2012 | Kappa (정니콜)                                           | 의류               | 광고 모델                                                       |
| 2012 | 대상, 마시는 홍초                                        | 음료               | 광고 모델(일본) / 광고 촬영(TV)                                 |
| 2012 | 대상, 옥수수 수염차                                      | 음료               | 광고 모델(일본, 아시아)                                         |
| 2012 | Dariya Co., Palty, CM송 (Girl's Power)                   | 헤어 칼라 브랜드   | 광고 모델(일본) / CM 송 / 광고 촬영(TV)                         |
| 2012 | 로토제약, C큐브                                          | 안약               | 광고 모델(일본) / 광고 촬영(TV)                                 |
| 2012 | 오오츠카 제약, 소이카라, CM송 (Speed Up)                 | 다이어트 식품      | 광고 모델(일본) / CM 송 / 광고 촬영(TV)                         |
| 2012 | Live DAM, DAM, CM송 (Go Go Summer 2012 Ver.)             | 가라오케           | 광고 모델(일본) / CM 송 / 광고 촬영(TV)                         |
| 2012 | 슈에무라 (박규리)                                        | 화장품             | 광고 모델(한국) / 광고 촬영(TV)                                 |
| 2012 | 라코스테, 라이브 아시아 퍼시픽 홍보 대사 (구하라)        | 의류               | 홍보 모델(아시아)                                               |
| 2012 | 농림수산식품부, K-FOOD 수출 홍보 대사                    | 홍보대사           | 광고 모델(일본을 비롯한 아시아 전역) / 광고 촬영(TV)            |
| 2012 | 처음처럼 CF (구하라)                                     | 주류               | 광고 모델(한국) / 광고 촬영(TV)                                 |
| 2012 | 에너지관리공단, 에너지 절약 공익 CF (구하라)             | 친환경             | 광고 모델(한국) / 광고 촬영(TV)                                 |
| 2013 | K-SWISS                                                  | 의류, 신발         | 광고 모델(한국) / 광고 촬영(TV)                                 |
| 2013 | CUVILADY, CM송 (Shake It Up)                             | 미용               | 광고 모델(일본) / 광고 촬영(TV)                                 |
| 2013 | 범국민 언어문화개선운동 홍보대사 (박규리), (한승연)      | 홍보대사           |                                                                 |
| 2013 | 한마음혈액원, 헌혈 홍보대사 (구하라)                     | 홍보대사           | 헌혈 홍보대사 / 2013년 10월 31일                                |
| 2014 | 에스티로더, 립스틱 (구하라)                              | 화장품             | 뮤즈, 광고 모델(한국)                                           |
| 2014 | 오클리, 선글라스 안경테 (구하라)                         | 아이웨어           | 화보 촬영(한국)                                                 |
| 2014 | SK-II, 피테라 에센스 리미티드 에디션 홍보대사 (구하라)   | 화장품             | 홍보 모델(한국)                                                 |
| 2014 | 도탑전기 (허영지)                                        | 게임               | 광고 모델(한국) / 광고 촬영(TV)                                 |
| 2015 | 코리아나 화장품                                          | 화장품             | 뮤즈, 전속 모델(한국)                                           |
| 2015 | 타미 힐피거 데님 (Tommy Hilfiger Denim) (구하라)         | 의류               | 뮤즈, 광고 모델(한국)                                           |
| 2015 | 제7회 강릉커피축제 홍보대사 (박규리)                     | 홍보대사           |                                                                 |

## 뮤직비디오

### 티저 / 메이킹필름
| 연도 | 곡이름                       | 시간                         | 출연 | 정보                                             | 수록앨범                 |
| ---- | ---------------------------- | ---------------------------- | ---- | ------------------------------------------------ | ------------------------ |
| 2008 | Pretty Girl (Teaser)         | 40초                         | 카라 | - 도입부가 원곡과 다름                           | 《Prety Girl》           |
| 2009 | 똑같은 맘 (Teaser)           | 36초                         | 카라 | - 도입부가 원곡과 다름                           | 《아이뮤지션》           |
| 2009 | Honey (Teaser)               | 2분 13초                     | 카라 | - 인터뷰도 포함                                  | 《Honey》                |
| 2009 | Honey (Teaser Ver.2)         | 3분 28초                     | 카라 |                                                  | 《Honey》                |
| 2009 | Honey (Making Film)          | 4분 35초                     | 카라 | - 아리랑 TV Pops In Seoul (2009년 3월 17일 방송) | 《Honey》                |
| 2009 | Wanna (Teaser)               | 36초                         | 카라 | - 실루엣버전의 티저 버전                         | 《Revolution》           |
| 2009 | Wanna (Making Film)          |                              | 카라 |                                                  | 《Revolution》           |
| 2010 | 루팡 (Lupin)(Teaser)         | 37초                         | 카라 | - 실루엣버전의 티저 버전                         | 《Lupin》                |
| 2010 | We're With You (Making Film) | 1분 32초 / 1분 13초          | 카라 |                                                  | 《We're With You》       |
| 2010 | We're With You (Teaser)      | 1분 20초경 (멤버마다 비슷함) | 카라 | - 각 멤버 별로 존재                              | 《We're With You》       |
| 2010 | 2Me (Teaser)                 | 15초                         | 카라 |                                                  | 《We Online OST Part.2》 |
| 2010 | Jumpin' (Teaser)             | 21초                         | 카라 |                                                  | 《Jumpin'》              |
| 2011 | 스텝 (STEP)(Teaser)          | 34초                         | 카라 | - 티저 Ver.1                                     | 《STEP》                 |
| 2011 | 스텝 (STEP)(2nd Teaser)      | 27초                         | 카라 | - 티저 Ver.2                                     | 《STEP》                 |
| 2012 | PANDORA (Teaser)             | 37초                         | 카라 | - 각 멤버 별로 존재                              | 《PANDORA》              |
| 2013 | 숙녀가 못 돼 (Teaser 1,2)    | 28초, 31초                   | 카라 |                                                  | 《Full Bloom》           |
| 2014 | 맘마미아 (Teaser)            | 35초                         | 카라 | - 각 멤버 별로 존재                              | 《Day & Night》          |
| 2015 | CUPID                        | 30초                         | 카라 |                                                  | 《In Love》              |

### 뮤직비디오
| 연도 | 곡이름                            | 시간     | 출연         | 정보                                                                          | 수록앨범                                      |
| ---- | --------------------------------- | -------- | ------------ | ----------------------------------------------------------------------------- | --------------------------------------------- |
| 2007 | Break It                          | 3분 13초 | 카라         |                                                                               | 《The First Bloooooming》                     |
| 2007 | 맘에 들면 (If U Wanna)            | 3분 39초 | 카라         |                                                                               | 《The First Bloooooming》                     |
| 2008 | Rock U                            | 3분 32초 | 카라         |                                                                               | 《1st Mini Album》                            |
| 2008 | Good Day (Season 2)               | 3분 10초 | 카라         | - 여러영상을 섞은 뮤직비디오                                                  | 《Good Day (Season 2)》                       |
| 2008 | Pretty Girl                       | 3분 29초 | 카라         |                                                                               | 《Pretty Girl》                               |
| 2009 | 똑같은 맘                         | 2분 9초  | 카라         | - 약 1분가량 노래가 삭제됨                                                    | 《아이뮤지션》                                |
| 2009 | Honey                             | 3분 11초 | 카라         |                                                                               | 《Honey》                                     |
| 2009 | Wanna                             | 3분 53초 | 카라, 류상욱 | - 40초의 초반부와 10초의 후반부 추가 - 강지영이 남자 주인공을 짝사랑하는 내용 | 《Revolution》                                |
| 2010 | Lupin                             | 3분 13초 | 카라         | - Full HD급 화질로 제작. 유료 다운로드 서비스 제공                            | 《Lupin》                                     |
| 2010 | We're With You                    | 3분 20초 | 카라         | - 3D 제작                                                                     | 《We're With You》                            |
| 2010 | 미스터                            | 3분 13초 | 카라         | - 일본어판                                                                    | 《미스터》                                    |
| 2010 | 2Me                               | 3분 28초 | 카라         |                                                                               | 《We Online OST Part.2》                      |
| 2010 | Jumping                           | 2분 58초 | 카라         | - 한국어판, 일본어판이 각기 존재                                              | 《Jumping》                                   |
| 2010 | Jumping (스마트 스포츠 광고 Ver.) | 3분 43초 | 카라         | - 일본 통신사 AU 스마트 스포츠 광고 Ver.                                      | 《Jumping》                                   |
| 2011 | 제트코스터 러브                   | 3분 38초 | 카라         |                                                                               | 《제트코스터 러브》                           |
| 2011 | 지금 전하고 싶은 말, '고마워요'   | 5분 50초 | 카라         |                                                                               | 《제트코스터 러브》                           |
| 2011 | ＧＯ ＧＯ Summerー!               | 3분 40초 | 카라         |                                                                               | 《ＧＯ ＧＯ Summerー!》                       |
| 2011 | STEP                              | 3분 21초 | 카라         |                                                                               | 《STEP》                                      |
| 2011 | 윈터 매직                         | 4분 55초 | 카라         |                                                                               | 《윈터 매직》                                 |
| 2012 | Speed up                          | 4분 7초  | 카라         | - 더블 타이틀(Bitter or Sweet)                                                | 《스피드업/걸즈파워》                         |
| 2012 | Girl's Power                      | 3분 58초 | 카라         | - 더블 타이틀(Bitter or Sweet)                                                | 《스피드업/걸즈파워》                         |
| 2012 | Pandora                           | 3분 29초 | 카라         |                                                                               | 《PANDORA》                                   |
| 2012 | Electric Boy                      | 3분 22초 | 카라         |                                                                               | 《Electric Boy》                              |
| 2012 | Orion                             | 5분 35초 | 카라         |                                                                               | 《Electric Boy》                              |
| 2013 | Bye Bye Happy Days                | 4분 36초 | 카라         |                                                                               | 《Bye Bye Happy Days》                        |
| 2013 | Thank You Summer Love             | 3분 47초 | 카라         |                                                                               | 《Thank You Summer Love》                     |
| 2013 | French Kiss                       | 4분 08초 | 카라         |                                                                               | 《French Kiss》                               |
| 2013 | 숙녀가 못 돼                      | 3분 5초  | 카라         |                                                                               | 《Full Bloom》                                |
| 2014 | 맘마미아                          | 3분 32초 | 카라         |                                                                               | 《Day & Night》                               |
| 2014 | Mamma Mia!                        | 3분 32초 | 카라         |                                                                               | 《Mamma Mia!》                                |
| 2015 | Summer☆gic                        | 4분 32초 | 카라         |                                                                               | 《サマー☆ジック/Sunshine Miracle/SUNNY DAYS》 |
| 2015 | Cupid                             | 3분 40초 | 카라         |                                                                               | 《In Love》                                   |

### 참여 뮤직비디오
| 연도 | 곡이름                      | 시간     | 출연                    | 정보 | 수록앨범              |
| ---- | --------------------------- | -------- | ----------------------- | --- | --------------------- |
| 2008 | SS501 - Lucky Days          | 4분 8초  | 한승연, SS501           | | 《Lucky Days》        |
| 2009 | Happy And (Teaser)          | 1분 5초  | 정니콜, 강균성          | | 《Happy And》         |
| 2009 | Happy And                   | 4분 1초  | 정니콜, 강균성          | - 티저버전 존재 - 녹음하는 장면으로 구성됨 | 《Happy And》         |
| 2009 | 두근두근 Tomorrow           | 3분 7초  | 4 Tomorrow, 이동건      | - Interactive Multi-Angle Video 방식 - 원본, 승연Cut, 가인Cut, 유이Cut, 현아Cut 의 5가지 버전 - 도심 한복판에서 깜짝 게릴라 콘서트를 여는 내용. | 《두근두근 Tomorrow》 |
| 2010 | Merry Love                  | 2분 33초 | 강지영, 성제            | | 《Merry Love》        |
| 2012 | 너밖에 몰라서(Never Let Go) | 2분 57초 | 구하라, 에이젝스(A-JAX) | | 《ONE 4 U》           |
| 2012 | HOT GAME                    | 3분 15초 | 정니콜, 에이젝스(A-JAX) | | 《HOT GAME》          |
| 2012 | 체키☆러브                   | 3분 13초 | 한승연, 정니콜, 퓨리티  | | 《체키☆러브》         |
| 2015 | 비율A+(Beautiful)           | 3분 45초 | 구하라, 키스(KIXS)      | | 《The 1st Single》    |

## 기타 활동

### 시구 및 시타
- 2009년 9월 13일 - CJ마구마구 프로야구 두산 초청으로 기아전에서 한승연 시구, 강지영 시타[9]
- 2009년 10월 12일 - CJ마구마구 프로야구 두산 초청으로 플레이오프 4차전 SK전에서 구하라 시구[10][11]
- 2010년 4월 22일 - CJ마구마구 프로야구 롯데 초청으로 기아전에서 정니콜 시구[12]
- 2010년 5월 29일 - CJ마구마구 프로야구 두산 초청으로 삼성전에서 박규리 시구[13]
- 2014년 8월 17일 - 한국야쿠르트 세븐 프로야구 두산 초청으로 롯데전에서 박규리 시구, 허영지 시타[14]

### 카라야
카라야(Karaya)는 카라가 운영하는 여성 의류 판매 사이트이다. 2010년 5월 11일부터 운영하기 시작했다. 2011년 6월부로 계약이 종료됨에 따라 더 이상 카라의 이름과 사진을 사용하지 않는다.